# Alford, Aberdeenshire
Alford /ˈɑːfərd/ (lågskotska: Aaford eller Awfort, skotsk gaeliska: Athfort) är en ort i Aberdeenshire i nordöstra Skottland. Folkmängden uppgick till  2 290 invånare år 2012.
På orten utkämpades ett slag år 1645. Vidare är orten känd för sitt havremjöl samt för uppfödningen av boskapen Aberdeen angus.
Populära attraktioner är Alford Valley-järnvägen, Grampian transportmuseum och Craigievar Castle.
Sångerskan Emeli Sandé är från trakten.